# Julius Converse

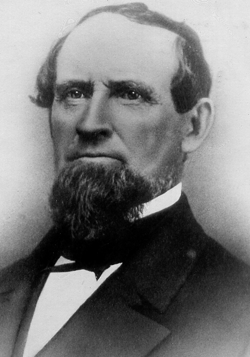
Julius Converse

Julius Converse (* 17. Dezember 1798 in Stafford, Connecticut; † 16. August 1885 in Dixville Notch, New Hampshire) war ein US-amerikanischer Politiker und von 1872 bis 1874 Gouverneur des Bundesstaates Vermont.

## Frühe Jahre und politischer Aufstieg
Julius Converse besuchte die öffentlichen Schulen seiner Heimat und die Randolph Academy in Vermont. Nach einem Jurastudium und seiner Zulassung als Anwalt begann er 1826 in dem Ort Bethel und später in Woodstock zu praktizieren.
Im Jahr 1833 wurde er in das Repräsentantenhaus von Vermont gewählt. Zwischen 1836 und 1840 gehörte er dem Staatssenat an. Zwischen 1844 und 1847 war er Bezirksstaatsanwalt im Windsor County. Von 1847 bis 1849 war er erneut Mitglied im Repräsentantenhaus seines Staates und von 1850 bis 1851 diente er als Vizegouverneur von Vermont. Danach zog er sich für 20 Jahre aus der Politik zurück und widmete sich seinen privaten Interessen.

## Gouverneur von Vermont
Im Jahr 1872 wurde Converse trotz seines Alters von inzwischen 73 Jahren von der Republikanischen Partei zum Spitzenkandidaten für die Gouverneurswahl nominiert. Der Grund war vor allem die Verhinderung einer Kandidatur des Eisenbahnmagnaten Frederick Billings, der erst vor kurzem aus Kalifornien nach Vermont zurückgekehrt war. Die nachfolgende Wahl war in Vermont nur Formsache. Zwischen 1854 und 1961 wurden in diesem Staat nur Kandidaten der Republikanischen Partei zum Gouverneur gewählt. Julius Converse trat sein neues Amt am 3. Oktober 1872 an. In seiner zweijährigen Amtszeit wurden die Bestimmungen hinsichtlich des Eisenbahnrechts und die Miliz reformiert. Converse setzte sich auch für öffentliche Büchereien in jeder Stadt des Staates ein.

## Weiterer Lebenslauf
Nach dem Ablauf seiner Amtszeit als Gouverneur am 8. Oktober 1874 zog sich Converse in den Ruhestand zurück, den er in Woodstock verbrachte. Er starb im August 1885 in New Hampshire und wurde in Woodstock beigesetzt. Julius Converse war zweimal verheiratet und hatte mit seiner zweiten Frau Jane Martin eine Tochter.